# Антонін Яноушек
Антонін Яноушек (чеськ. Antonín Janoušek, 22 серпня 1877, Нимбурк, Чехія — 30 березня 1941) — діяч чехословацького і світового робітничого руху.
Яноушек працював машинним монтером. У 1895 році він вступив в Чехослов'янську соціал-демократичну робітничу партію. З 1906 року Яноушек працював журналістом і був робітником-активістом.
З 1918 року жив у Будапешті, активно беручи участь у місцевому революційному процесі. У 1919 році Яноушек очолив чехословацьку секцію при ЦК Угорської комуністичної партії. C 20 червня по 7 липня 1919 року — голова Революційної урядової ради Словацької Радянської республіки, яка існувала нетривалий час.
У серпні 1919 року, після падіння Радянської влади в Угорщині та встановлення правої диктатури Міклоша Горті був поміщений у в'язницю, проте в 1920 році переданий чехословацький владі. У тому самому році взяв участь в президентських виборах, що проходили в парламенті, де виставив свою кандидатуру проти Томаша Масарика, але отримав лише 2 депутатські голоси. У 1921 році намагався нелегально перебратися в Радянський Союз, але був затриманий і звинувачений у державній зраді. У 1922 році виїхав до СРСР.